# Oslo Football Académie
Actualités
Oslo Football Académie est un club de football sénégalais basé à Dakar. Il a été créé en 2012.

## Histoire
Oslo Football Académie est un club de football créé en 2012 et basé à Dakar. 
En 2016 le club conclu un partenariat avec le club norvégien de Sarpsborg 08 FF 
Le club est vainqueur de la National 1 sénégalaise de football en 2021 et promu en ligue 2.
Le club se positionne aujourd'hui comme un tremplin pour les jeunes joueurs sénégalais et de la sous-région. L'académie a eu à former plusieurs joueurs internationaux sénégalais dont Krepin Diatta, Lamine Diack et Dion Lopy.
À la suite des nouvelles réformes de la ligue sénégalaise de football professionnel d'augmenter le nombre de participants de 14 à 16 équipes, le club d'Oslo Football Académie jouera pour la première fois de son histoire en ligue 1 sénégalaise de football, puisque les 4 premiers du championnat de Ligue 2 2023-2024 sont promus; le club ayant terminé 3e.

## Palmarès
- National 1 
  - Vainqueur : 2021

## Joueurs notables
- Krépin Diatta
- Dion Lopy
- Lamine Diack
- Ismaila Coulibaly
- Moubarack Compaoré
- Cheikh Tidiane Thiam